# Brigid Cassells
Brigid Cassells es una deportista australiana que compitió en remo. Ganó dos medallas de plata en el Campeonato Mundial de Remo, en los años 1984 y 1988.

## Palmarés internacional
| Campeonato Mundial | Campeonato Mundial | Campeonato Mundial | Campeonato Mundial        |
| Año                | Lugar              | Medalla            | Prueba                    |
| ------------------ | ------------------ | ------------------ | ------------------------- |
| 1984               | Montreal (Canadá)  | Medalla de plata   | Ocho con timonel ligero   |
| 1988               | Milán (Italia)     | Medalla de plata   | Cuatro sin timonel ligero |